# Gaius Asinius Rufus
Gaius Asinius Rufus (fl. 136) est un homme politique de l'Empire romain.

## Famille
Il est probablement le fils de Gaius Asinius Frugi. 
Il est probablement le père de :
- (Caius Asinius Nicomachus) marié avec Julia Quadratilla fille de Aulus Julius Claudius Charax, ils sont les parents de Gaius Asinius Protimus Quadratus,
- (Caius) Asinius Frugi, archiereus et stratège en 176, marié avec sa cousine Gaia Asinia Frugilla, fille de Gaia Asinia Julia et petite-fille de Gaius Asinius Frugi, les parents de Gaius Asinius Nicomachus.

## Carrière
Il est sénateur en 136.